# Stanislav Kravtsjoek
Stanislav Michailovitsj Kravtsjoek (Oekraïens: Станіслав Михайлович Кравчук) (Chirchiq, 25 september 1978) is een in Oezbekistan geboren Oekraïense freestyleskiër. Hij vertegenwoordigde Oekraïne op vier achtereenvolgende Olympische Winterspelen.

## Carrière
Bij zijn wereldbekerdebuut, in maart 1997 in Hundfjället, eindigde Kravtsjoek direct in de top tien. In december 2003 stond hij in Ruka voor het eerst op het podium van een wereldbekerwedstrijd. Op 1 februari 2008 boekte de Oekraïner in Deer Valley zijn eerste wereldbekerzege.
Kravtsjoek nam in zijn carrière zeven keer deel aan de wereldkampioenschappen freestyleskiën, zijn beste resultaat was een vijfde plaats op de wereldkampioenschappen freestyleskiën 2003 in Deer Valley.
Kravtsjoek nam in zijn carrière viermaal deel aan de Olympische Winterspelen, tijdens de Olympische Winterspelen van 2002 in Salt Lake City leverde hij met een vijfde plaats zijn beste resultaat.

## Resultaten

### Olympische Spelen
| Jaar | Plaats         | Resultaten  |
| ---- | -------------- | ----------- |
| 1998 | Nagano         | 9e Aerials  |
| 2002 | Salt Lake City | 5e Aerials  |
| 2006 | Turijn         | 13e Aerials |
| 2010 | Vancouver      | 19e Aerials |

### Wereldkampioenschappen
| Jaar | Plaats               | Resultaten  |
| ---- | -------------------- | ----------- |
| 1997 | Nagano               | 14e Aerials |
| 2001 | Whistler             | 15e Aerials |
| 2003 | Deer Valley          | 5e Aerials  |
| 2005 | Ruka                 | 22e Aerials |
| 2007 | Madonna di Campiglio | 12e Aerials |
| 2009 | Inawashiro           | 14e Aerials |
| 2011 | Deer Valley          | 9e Aerials  |

### Wereldbeker
Eindklasseringen
| Seizoen   | Algm | AE  |
| --------- | ---- | --- |
| 2000/2001 | 31e  | 16e |
| 2001/2002 | 31e  | 19e |
| 2002/2003 | 57e  | 23e |
| 2003/2004 | 47e  | 13e |
| 2004/2005 | 27e  | 13e |
| 2005/2006 | 33e  | 12e |
| 2006/2007 | 27e  | 12e |
| 2007/2008 | 9e   | 4e  |
| 2008/2009 | 35e  | 13e |
| 2009/2010 | 46e  | 20e |
| 2010/2011 | 17e  | 6e  |
| 2011/2012 | 21e  | 8e  |

Wereldbekerzeges
| Datum            | Plaats      | Onderdeel |
| ---------------- | ----------- | --------- |
| 1 februari 2008  | Deer Valley | Aerials   |
| 25 februari 2012 | Minsk       | Aerials   |